# 막돼먹은 영애씨 3
《막돼먹은 영애씨 3》은 tvN에서 2008년 3월 7일부터 2008년 6월 20일까지 방영했으며, 《막돼먹은 영애씨》 시리즈 중 세 번째 드라마다.

## 소개
대한민국 평균 여성 이영애의 고군분투 이야기

## 등장 인물

### 막나가는 사무실
- 김현숙 : 이영애 역 - 아름다운 사람들 디자이너
- 유형관 : 유형관 역 - 아름다운 사람들 사장
- 윤서현 : 윤서현 역 - 아름다운 사람들 영업과장
- 정지순 : 정지순 역 - 아름다운 사람들 영업대리
- 임서연 : 변지원 역 - 아름다운 사람들 디자이너
- 최원준 : 최원준 역 - 아름다운 사람들 디자이너
- 양정원 : 양정원 역 - 아름다운 사람들 신입사원, 별칭 양양

### 막말하는 가족
- 송민형 : 이귀현 역 - 아버지
- 김정하 : 김정아 역 - 어머니
- 정다혜 : 이영채 역 - 동생
- 고세원 : 김혁규 역 - 이영채의 남편

### 그 외
- 김혜지 : 김은실 역 - 윤서현의 양다리녀, 미용사
- 강수영 : 이영채의 시어머니 역
- 김나영 : 김나영 역 - 김혁규의 동생
- 이종래 : 변지원이 만나는 남자 역
- 원태희
- 유은조
- 김민우
- 최영학
- 도경국
- 이순심
- 사사
- 스콧
- 지훈
- 이상칠
- 박미령
- 지운
- 최가희
- 김정이
- 박정민
- 김영복
- 강수연

### 특별출연
- 김경식 : 경찰 역

## 회차별 부제
| 2008년 | 2008년   | 2008년                    |
| 회차   | 방송일자 | 부제                      |
| ------ | -------- | ------------------------- |
| 제1회  | 3월 7일  | 영애 술푸고 슬프다        |
| 제2회  | 3월 14일 | 터지고 깨지고 들키고      |
| 제3회  | 3월 21일 | 구토 유발자들             |
| 제4회  | 3월 28일 | 화창한 봄날의 구라        |
| 제5회  | 4월 4일  | 꼬여버린 꼬라지들         |
| 제6회  | 4월 11일 | 사랑아~ 어쩌란 말이냐     |
| 제7회  | 4월 18일 | 원치 않아도 일어나는 일들 |
| 제8회  | 4월 25일 | 오늘도 캐안습             |
| 제9회  | 5월 2일  | 사랑은 봄비처럼           |
| 제10회 | 5월 9일  | 작렬! 러브모드♥♥          |
| 제11회 | 5월 16일 | 텐%를 원해!               |
| 제12회 | 5월 23일 | 에브리바디 지.못.미!      |
| 제13회 | 5월 30일 | 이 패 죽일놈의 사랑       |
| 제14회 | 6월 6일  | 부항 클리닉 살과의 전쟁   |
| 제15회 | 6월 13일 | 하필...벌스데이           |
| 제16회 | 6월 20일 | 덩어리는 부서지지 않는다  |